# Philippe Hersent
Pour les articles ayant des titres homophones, voir Philippe Hersant.
Philippe Hersent, né Bernard Marcel Godefroy Auguste Koevoets à Écommoy dans la Sarthe le 26 juillet 1908 et mort à Rome en Italie le 30 décembre 1982, est un acteur français.

## Biographie
Après une carrière française de 1930 à 1954, il fait l'essentiel de ses apparitions sur l'écran dans les productions italiennes, jusqu'en 1977.
L'actrice Simone Mareuil, qu'il avait épousée en 1940 à Périgueux, se suicide le 24 octobre 1954 tandis qu'ils sont en instance de divorce.

## Filmographie

### Cinéma

#### Années 1930
- 1930 : L'Enfant de l'amour de Marcel L'Herbier
- 1930 : La Fin du monde de Abel Gance
- 1931 : Coups de roulis de Jean de La Cour
- 1932 : La Femme en homme de Augusto Genina
- 1933 : Rocambole de Gabriel Rosca
- 1933 : Primerose de René Guissart
- 1933 : Le Relais d'amour de André Pellenc (Court métrage)
- 1933 : Le Tendron d'Achille de Christian-Jaque (Court métrage)
- 1934 : Les Bleus de la marine de Maurice Cammage : L'aspirant
- 1935 : Golgotha de Julien Duvivier : Jacques
- 1935 : Joli Monde de René Le Hénaff : Philippe
- 1936 : La Garçonne de Jean de Limur : Peer Rys
- 1936 : Mayerling de Anatole Litvak
- 1936 : La Mystérieuse Lady de Robert Péguy
- 1936 : La Porte du large de Marcel L'Herbier
- 1936 : Le Roi de Pierre Colombier : Sernin de Chamarande
- 1936 : Le Secret de l'émeraude de Maurice de Canonge : Walter
- 1937 : La Treizième Enquête de Grey de Pierre Maudru : Bernard Dartmore
- 1937 : Un meurtre a été commis de Claude Orval : Claude Lorrain
- 1938 : Fort Dolorès de René Le Hénaff : Marco Lopez
- 1938 : Une de la cavalerie de Maurice Cammage : De Mareuil

#### Années 1940
- 1940 : Après Mein Kampf, mes crimes de Jean-Jacques Valjean et Alexandre Ryder
- 1941 : La Troisième Dalle de Michel Dulud : Gérard
- 1945 : Nuits d'alerte de Léon Mathot : Stéphane Hess
- 1946 : Destins de Richard Pottier
- 1947 : Le Fugitif de Robert Bibal : Pole
- 1947 : La Dernière Chevauchée de Léon Mathot : Claude Carrion
- 1947 : Le Dolmen tragique de Léon Mathot : Bartoli
- 1949 : La Danseuse de Marrakech de Léon Mathot
- 1949 : L'Homme aux mains d'argile de Léon Mathot
- 1949 : Nous avons tous fait la même chose de René Sti

#### Années 1950
- 1950 : Le Clochard milliardaire de Léopold Gomez : Le commissaire de quartier
- 1951 : Mammy de Jean Stelli : Un acolyte de Maurice
- 1952 : La Môme vert-de-gris de Bernard Borderie : Le commissaire
- 1952 : Le Duel à travers les âges de Pierre Foucaud (Court métrage)
- 1953 : Les Enfants de l'amour de Léonide Moguy : L'inspecteur Gauthier
- 1954 : Opération Tonnerre de Gilles Sandoz
- 1954 : Passion de femmes de Hans Herwig
- 1954 : Ritroversi all'alba de Adolfo Pizzi : L'ingénieur Montini
- 1955 : La Femme aux deux visages (L'angelo bianco) de Raffaello Matarazzo : Mario La Torre
- 1955 : La Rivale de Anton Giulio Majano : Le colonel Dondi
- 1956 : Le Chevalier de la violence (Giovanni dalle Bande Nere) de Sergio Grieco : Frate Salvatore
- 1956 : Ciao pais de Oswaldo Langini : Serg. Sergio Blanc
- 1956 : Londres appelle Pôle Nord (Londra chiama Polo Nord) de Duilio Coletti : Landers
- 1957 : Le Chevalier blanc (Sigfrido) de Giacomo Gentilomo : Danwarth
- 1957 : Dieu seul m'arrêtera (Solo dio mi fermera) de Renato Polselli
- 1957 : La Muraille de feu (La Gerusalemme liberata) de Carlo Ludovico Bragaglia : Godefroy de Bouillon
- 1958 : L'Épée et la Croix (La spada e la croce) de Carlo Ludovico Bragaglia : Ponce Pilate
- 1959 : Marie des Isles de Georges Combret : Baillard
- 1959 : La Bataille de Marathon (La bataglia di Maratona) de Jacques Tourneur et Bruno Vailati : Callimaco
- 1959 : I mafiosi de Roberto Mauri : Don Calogero Verzi

#### Années 1960
- 1960 : Les Mordus de René Jolivet : Lane
- 1960 : La Terreur des mers (Il terrore dei mari) de Domenico Paolella : Le beau-père de Jean
- 1960 : La Vengeance d'Hercule (La vendetta di Ercole) de Vittorio Cottafavi : Androcio
- 1961 : La Reine des barbares (La regina dei tartari) de Sergio Grieco : Katermei
- 1962 : Les Derniers Jours d'Herculanum (Anno 79 : La distruzione di Ercolano) de Gianfranco Parolini et Horst H. Roth : Titus Flavius
- 1962 : Il vecchio testamento de Gianfranco Parolini : Namele
- 1962 : Les Vikings attaquent (I Normani) de Giuseppe Vari : James
- 1963 : Rome contre Rome (Roma contro Roma) de Giuseppe Vari : Azer
- 1964 : Les Géants de Rome (I giganti di Roma) d'Antonio Margheriti : Orusus
- 1964 : Hercule contre les mercenaires (L'ultimo Gladiatore) de Umberto Lenzi : Claudio
- 1964 : Le Colosse de Rome (Il colosso di Roma) de Giorgio Ferroni : Publicola
- 1964 : La Terreur des gladiateurs (Coriolano: eroe senza patria) de Giorgio Ferroni : Consul Cominio
- 1964 : Zorikan lo sterminatore de Roberto Mauri
- 1964 : Les Trois Centurions (I tre centurioni) de Roberto Mauri : Athénophane
- 1965 : Fureur sur le Bosphore (Agente 077 dall'Oriente con furore) de Terence Hathaway / Sergio Grieco : Heston, le chef de la C.I.A
- 1965 : Message chiffré (Cifrato speciale) de Herbert J. Sherman et Pino Mercanti : Richard
- 1965 : Les Nuits de l'épouvante (La lama nel corpo) d'Elio Scardamaglia : Marc de Brantome
- 1965 : Opération Lotus bleu (Agente 077 missione Bloody Mary) de Terence Hathaway et Sergio Grieco : Lester
- 1966 : L'Affaire Lady Chaplin (Missione speciale Lady Chaplin) de Alberto De Martino et Sergio Grieco : Heston
- 1966 : Intrigue à Suez (Un colpo de mille millardi) de Paolo Heusch : Gottlieb
- 1967 : Tête de pont pour huit implacables (Testa di sbarco per otto implacabili) de Alfonso Brescia : Le professeur Aubernet
- 1968 : Une charogne est née de Alfonso Brescia : Le député Norton "Mezzobraccio" Carradine
- 1968 : Tempo di Charleston / Chicago 1929 de Julio Diamante : Big John

#### Années 1970
- 1970 : Cerca di capirmi de Mariano Lorenti
- 1971 : Le belve de Giovanni Grimaldi, dans le sketch : Il cincilla : Placido
- 1971 : Les Quatre Pistoleros de Santa Trinita (I quattro pistoleri de Santa Trinita) de Giorgio Cristallini : Marshall Thomas
- 1971 : Scipion, dit aussi l'Africain (Scipione detto anche l'africano) de Luigi Magni : Conseiller Marcelo
- 1971 : Tre nel mile de Franco Indovina
- 1972 : La colonna infame de Nelo Risi : Guglielmo Migliavacca
- 1972 : Rivelazioni di un maniaco sessuale al capo della squadra mobile de Roberto Bianchi Montero : le questeur
- 1974 : Deux Grandes Gueules (I bestione) de Sergio Corbucci : Le patron de la C.I.S.A Car Company
- 1974 : Violence et Passion (Gruppo di famiglia in un interno) de Luchino Visconti : Porter
- 1974 : Voir Malte et mourir (Lo sceicco la vede cosi) de José Bénazéraf
- 1974 : Les Tulipes de Haarlem (I tulipani di Haarlem)  de Franco Brusati
- 1975 : Le Second Printemps (Der zweite frühling) de Ulli Lommel : Giuseppe
- 1976 : L'Innocent (L'innocente) de Luchino Visconti
- 1976 : C'è una spia nel mio letto de Luigi Petrini
- 1976 : Une garce en chaleur de José Bénazéraf
- 1976 : Nina (A Matter of Time) de Vincente Minnelli : Cook
- 1977 : La bella e la bestia de Luigi Russo : Le prince
- 1977 : Le Grand Kidnapping (La polizia sta a guardare) de Roberto Infascelli : Ricardi
- 1978 : Selle d'argent (Sella d'argento) de Lucio Fulci : Le shérif

### Télévision
- 1969 : Geminus (série télévisée) : Mr. Turner

## Théâtre
- 1936 : La Treizième Enquête de Grey d'Alfred Gragnon et Derive, mise en scène Fernand Mailly, Théâtre des Capucines
- 1937 : La Nuit du 7 de Michel Dulud, mise en scène Philippe Hersent, Théâtre des Capucines
- 1938 : Les Deux Madame Carroll de Marguerite Veiller,  Théâtre des Capucines